# Touria Samiri
Touria Samiri (Khouribga, 1º febbraio 1988) è un'ex mezzofondista e siepista italiana, finalista ai Mondiali di cross di Bydgoszcz 2013 e ai Giochi del Mediterraneo di Mersin 2013.

## Biografia

### Gli esordi, le società di militanza e gli allenatori
È giunta in Italia nel 1995 quando aveva ancora 6 anni.
Dopo l'esordio agonistico avvenuto nel 2001 da Ragazza ed aver iniziato ad allenarsi nel 2003, a partire già dal suo primo anno di tesseramento nel 2004 con l'abruzzese USA Sporting Club Avezzano, all'età di 16 anni (categoria Allieve), ha iniziato subito a mettersi in evidenza nel mezzofondo, guidata da Giuseppe Cardinale; in seguito è stata allenata da Silvana Cucchietti e Luciano Carchesio.
Nel 2008 è passata all'Atletica Gran Sasso di Teramo e poi dal 2010 sino all'ultimo anno da tesserata nel 2014 ha indossato i colori della lombarda Nuova Atletica Fanfulla Lodigiana.

### 2004-2009: le prime medaglie e le prime maglie azzurre
Durante il biennio 2004-2005, ai campionati italiani allieve, vince bronzo ed argento sui 2000 m hs.
Nell'arco del triennio 2006-2007-2008 non ha potuto continuare a gareggiare nei campionati italiani perché non aveva ancora acquisito la cittadinanza italiana richiesta nel 2006, che l'è stata riconosciuta nel 2009.
Ha quindi poi potuto rappresentare l'Italia in occasione dell'Incontro internazionale under 23 di Orléans (Francia): gareggiando sulla distanza della mezza maratona, termina come seconda classificata; verso la fine dell'anno, partecipa agli Europei under 23 di corsa campestre: in Irlanda a Dublino è giunta 49ª nella prova individuale ed ottava nella classifica a squadre.
Agli assoluti di Milano ha terminato quinta sui 3000 m hs.
Col nuovo primato personale di 10'31"21 sui 3000 m hs, ha chiuso la stagione 2009 al settimo posto nelle liste italiane di specialità.

### 2010-2015: i primi titoli italiani, le presenze in Nazionale e il ritiro
Il 2010 si rivela essere piuttosto ricco di soddisfazioni ai vari campionati italiani: centra un tris di titoli nazionali ottenuti tutti e tre nei 1500 m: nell'ordine promesse indoor, universitari (con un distacco di oltre un minuto e due secondi sulla seconda classificata Elisa Cova) e promesse; inoltre vince la medaglia di bronzo agli italiani under 23 di corsa campestre (14ª assoluta) e l'argento sui 3000 m hs (ad appena tre centesimi dalla campionessa Valeria Roffino, 10'27"92 contro 10'27"95) ai campionati promesse outdoor. Inoltre giunge sesta nei 3000 m agli assoluti indoor e quinta sui 3000 m hs agli assoluti di Grosseto.
Grazie al nuovo primato di 10'16"23 sui 3000 m hs ha terminato al sesto posto nelle liste italiane stagionali.
A partire dal 2010 e sino al 2014 ha formato/guidato atleti nel settore giovanile dell'USA Sporting Club Avezzano, organizzando anche meeting.
Nell'arco del biennio 2011-2012 ha ottenuto diversi piazzamenti in finale agli assoluti, sia indoor che all'aperto; alla fine del 2011 con un primato sui 3000 m hs di 10'41"34, ha chiuso all'ottavo posto nelle liste stagionali italiane.
Il 2013 si rivela essere ricco di soddisfazioni per lei: infatti migliora 5 record personali, partecipa come unica italiana presente, in Polonia ai Mondiali di corsa campestre a Bydgoszcz (finendo 89ª nel suo esordio con la Nazionale seniores), poi all'Europeo per nazioni di Gateshead (Gran Bretagna) dove conclude decima sui 3000 m hs ed infine in Turchia ai Giochi del Mediterraneo a Mersin dove termina sesta sui 3000 m hs: il nuovo personale di 10'01"23 le permette di essere la nona migliore italiana all time di specialità ed anche le ha consegnato la leadership stagionale nelle liste italiane con un vantaggio di oltre 12" sulla seconda migliore siepista italiana del 2013, Nicole Svetlana Reina (10'13"89).
In Italia si laurea campionessa assoluta nella corsa campestre ad Abbadia di Fiastra (vincendo con ampio margine su Silvia La Barbera e Fatna Maraoui) ed in precedenza aveva vinto la medaglia di bronzo sui 3000 m agli assoluti indoor.
Invece agli assoluti di Milano in cui era inserita, da leader stagionale (con un ampio margine sulle avversarie), tra le partenti nella gara dei 3000 m hs, poi è stata assente alla finale diretta della rassegna nazionale.
Nel luglio del 2014 si è laureata in scienze delle attività motorie all'Università dell'Aquila.
Si è ritirata nel 2015 in seguito ai numerosi e vari infortuni (al piede sinistro, al ginocchio ed al tendine d'Achille) subiti nel corso dell'anno sportivo 2014 di cui ha dovuto saltare tutti gli appuntamenti agonistici.

## Progressione

### 1500 metri
| Stagione | Tempo   | Luogo       | Data      | Rank. Mond. |
| -------- | ------- | ----------- | --------- | ----------- |
| 2013     | 4'14"85 | Pavia       | 5-5-2013  | -           |
| 2012     | 4'17"24 | Oordegem    | 26-5-2012 | -           |
| 2011     | 4'21"89 | Sulmona     | 24-9-2011 | -           |
| 2010     | 4'26"26 | Campobasso  | 28-5-2010 | -           |
| 2009     | 4'26"19 | Rovereto    | 1-9-2009  | -           |
| 2008     | 4'33"55 | Avezzano    | 21-9-2008 | -           |
| 2007     | 4'38"19 | Recanati    | 30-6-2007 | -           |
| 2006     | 4'39"42 | Rieti       | 3-10-2006 | -           |
| 2005     | 4'51"31 | Abano Terme | 15-5-2005 | -           |

### 1500 metri indoor
| Stagione | Tempo   | Luogo  | Data      | Rank. Mond. |
| -------- | ------- | ------ | --------- | ----------- |
| 2012     | 4'21"44 | Ancona | 25-2-2012 | -           |
| 2010     | 4'28"06 | Ancona | 7-2-2010  | -           |
| 2005     | 5'05"25 | Napoli | 6-3-2005  | -           |

### 3000 metri piani
| Stagione | Tempo    | Luogo          | Data      | Rank. Mond. |
| -------- | -------- | -------------- | --------- | ----------- |
| 2013     | 9'14"93  | Gavardo        | 19-5-2013 | -           |
| 2012     | 9'37"63  | Rovereto       | 4-9-2012  | -           |
| 2011     | 9'58"05  | Ponzano Veneto | 8-7-2011  | -           |
| 2009     | 9'51"41  | Trento         | 29-8-2009 | -           |
| 2008     | 9'50"75  | Rieti          | 11-9-2008 | -           |
| 2007     | 9'52"25  | Nereto         | 31-7-2007 | -           |
| 2006     | 10'25"20 | Isernia        | 3-9-2006  | -           |
| 2005     | 10'32"23 | Sulmona        | 2-10-2005 | -           |

### 3000 metri piani indoor
| Stagione | Tempo   | Luogo  | Data      | Rank. Mond. |
| -------- | ------- | ------ | --------- | ----------- |
| 2013     | 9'09"65 | Ancona | 17-2-2013 | -           |
| 2012     | 9'30"02 | Ancona | 26-2-2012 | -           |
| 2011     | 9'44"86 | Ancona | 20-2-2011 | -           |
| 2010     | 9'33"92 | Ancona | 28-2-2010 | -           |

### 5000 metri
| Stagione | Tempo    | Luogo           | Data      | Rank. Mond. |
| -------- | -------- | --------------- | --------- | ----------- |
| 2013     | 16'57"70 | Lodi            | 12-5-2013 | -           |
| 2012     | 16'45"63 | Lodi            | 20-5-2012 | -           |
| 2011     | 16'27"56 | Sulmona         | 25-9-2011 | -           |
| 2010     | 17'00"72 | Borgo Valsugana | 26-9-2010 | -           |
| 2009     | 16'54"29 | Formia          | 27-9-2009 | -           |
| 2008     | 17'05"77 | Molfetta        | 28-9-2008 | -           |
| 2007     | 17'08"10 | Teramo          | 6-10-2007 | -           |

### 3000 metri siepi
| Stagione | Tempo    | Luogo    | Data      | Rank. Mond. |
| -------- | -------- | -------- | --------- | ----------- |
| 2013     | 10'01"23 | Mersin   | 28-6-2013 | -           |
| 2011     | 10'41"34 | Torino   | 26-6-2011 | -           |
| 2010     | 10'16"23 | Grosseto | 1-7-2010  | -           |
| 2009     | 10'31"21 | Milano   | 2-8-2009  | -           |
| 2008     | 11'03"23 | Teramo   | 17-5-2008 | -           |
| 2007     | 11'05"00 | Roma     | 22-9-2007 | -           |
| 2006     | 11'26"26 | Matera   | 26-7-2006 | -           |

## Palmarès
| Anno | Manifestazione          | Sede      | Evento         | Risultato | Prestazione | Note   |
| ---- | ----------------------- | --------- | -------------- | --------- | ----------- | ------ |
| 2009 | Europei di cross        | Dublino   | Corsa under 23 | 49ª       | 23'30"      | [ 19 ] |
| 2009 | Europei di cross        | Dublino   | A squadre      | 8ª        | 163 p.      | [ 20 ] |
| 2013 | Mondiali di cross       | Bydgoszcz | Corsa seniores | 89ª       | 27'59"      | [ 21 ] |
| 2013 | Giochi del Mediterraneo | Mersin    | 3000 m siepi   | 6ª        | 10'01"23    | [ 22 ] |

## Campionati nazionali
- 1 volta campionessa assoluta nella corsa campestre (2013)
- 1 volta campionessa universitaria nei 1500 m (2010)
- 1 volta campionessa promesse nei 1500 m (2010)
- 1 volta campionessa promesse indoor nei 1500 m (2010)

2004
- Bronzo ai Campionati italiani allievi e allieve, (Cesenatico), 2000 m hs[3]

2005
- Argento ai Campionati italiani allievi e allieve, (Rieti), 2000 m hs - 7'21"20[23]

2009
- In finale ai Campionati italiani di corsa campestre, (Porto Potenza Picena), 8 km - r[24]
- 5ª ai Campionati italiani assoluti, (Milano), 3000 m hs - 10'31"21 [25]

2010
- Oro ai Campionati italiani allievi-juniores-promesse indoor, (Ancona), 1500 m - 4'34"41[26]
- 6ª ai Campionati italiani assoluti indoor, (Ancona), 3000 m - 9'33"92 [27]
- 14ª ai Campionati italiani di corsa campestre, (Formello), 8 km - 31'59 (assolute)[28]
- Bronzo ai Campionati italiani di corsa campestre, (Formello), 8 km - 31'59 (promesse)[29]
- Oro ai Campionati nazionali universitari, (Campobasso), 1500 m - 4'26"26 [30]
- Argento ai Campionati italiani juniores e promesse, (Pescara), 3000 m hs - 10'27"95[31]
- Oro ai Campionati italiani juniores e promesse, (Pescara), 1500 m - 4'27"77[32]
- 5ª ai Campionati italiani assoluti, (Grosseto), 3000 m hs - 10'16"23 [33]

2011
- 6ª ai Campionati italiani assoluti indoor, (Ancona), 3000 m - 9'44"86 [34]
- 11ª ai Campionati italiani assoluti, (Torino), 1500 m - 4'26"19[35]
- 5ª ai Campionati italiani assoluti, (Torino), 3000 m hs - 10'41"34 [36]

2012
- 4ª ai Campionati italiani assoluti e promesse indoor, (Ancona), 1500 m - 4'21"44 [37]
- 7ª ai Campionati italiani assoluti e promesse indoor, (Ancona), 3000 m - 9'30"02 [38]
- In finale ai Campionati italiani assoluti, (Bressanone), 1500 m - r[39]

2013
- Oro ai Campionati italiani assoluti di corsa campestre, (Abbadia di Fiastra), 8 km - 26'21[40]
- Bronzo ai Campionati italiani assoluti e promesse indoor, (Ancona), 3000 m - 9'09"65 [41]

## Altre competizioni internazionali
2009
- Argento nell'Incontro internazionale under 23 di corsa su strada, ( Orléans), Mezza maratona - 1:18'23 [42]
- Oro a La Corsa di Miguel ( Roma) - 35'06"

2013
- 10ª all'Europeo per nazioni, ( Gateshead), 3000 m hs - 10'09"19[22]